# Монталто Лигуре
Монталто Лигуре (итал. Montalto Ligure) је насеље у Италији у округу Империја, региону Лигурија.
Према процени из 2011. у насељу је живело 250 становника. Насеље се налази на надморској висини од 318 м.

## Становништво
Према резултатима пописа становништва 2011. у општини је живело 364 становника.
| 1936. | 1951. | 1961. | 1971. | 1981. | 1991. | 2001. | 2011. |
| ----- | ----- | ----- | ----- | ----- | ----- | ----- | ----- |
| 801   | 658   | 640   | 515   | 442   | 432   | 388   | 364   |